# Mihail Jakimovič
Mihail Ivanovič Jakimovič (rusko Михаил Иванович Якимович), beloruski rokometaš, * 12. december 1967, Slutsk.
Leta 1992 je na poletnih olimpijskih igrah v Barceloni v sestavi Združene ekipe osvojil zlato olimpijsko medaljo.